# Helladia millefolii
Helladia millefolii är en skalbaggsart som först beskrevs av Adams 1817.  Helladia millefolii ingår i släktet Helladia och familjen långhorningar.
Artens utbredningsområde är Iran. Inga underarter finns listade i Catalogue of Life.